# COCHIN MOON
『COCHIN MOON（コチンの月）』（コチン・ムーン こちんのつき)は、日本のミュージシャン、細野晴臣の5枚目のスタジオ・アルバム。

## 概要
- 細野と横尾忠則が一緒にインド旅行をした経験をもとに制作された企画アルバム[1]。
- 横尾との共作名義となっているが、横尾はジャケットのコラージュ等を手掛けたのみで、実質的には細野のソロ・アルバムと言える。レコーディングには松武秀樹、坂本龍一が参加。
- 旅行中、細野はひどい下痢に悩まされ、横尾は体の具合が悪かったという[2]。

## 収録曲

### A面 ホテル・マラバル
- 全作曲：細野晴臣
- ホテルマラバルとはインドにあったホテルの名前。

1. 一階―海の三角形(Ground floor〜Triangle circuit on the sea-forest)
  - 曲の最後には無限音階（シェパードトーン）が使われている。
2. 二階―動く三角形(Upper floor〜Moving triangle)
3. 屋上―レベル・アタック(Roof garden〜Revel attack)
  - 「(下痢をしても)出るものはどんどん出した方がいい」という2人の対談における横尾の発言がコラージュして制作されている[2]。

### B面
- 全作曲：西原朱夏[3]

1. 肝炎(HEPATITIS)
  - インドでひどい下痢に悩まされた細野が「出るものはどんどん出した方がいい」という横尾のアドバイスに助けられ、次第になにかをつかみ、覚醒していく精神状態が反映されている[2]。
2. ハム・ガラ・サジャン(HUM GHAR SAJAN)
3. マドラス総領事夫人(MADAM CONSUL GENERAL OF MADRAS)

## 演奏者
- 細野晴臣
- 坂本龍一  –  キーボード
- 佐藤博  –  キーボード
- 松武秀樹  –  コンピューター・プログラマー